# Lewin Brzeski
Lewin Brzeski (německy Löwen, dříve též Löben) je město v jižním Polsku v Opolském vojvodství v okrese Břeh. Leží na Kladské Nise, která zde tvoří historickou hranicí mezi Dolním a Horním Slezskem, přičemž většina území města včetně historického jádra se nachází v Dolním Slezsku. Prochází tudy železniční magistrála Katovice/Bohumín – Opolí – Vratislav. V roce 2024 žilo v Lewinu 5 585 obyvatel. Stejnojmennou gminu tvoří město spolu s 19 okolními vesnicemi. 

## Dějiny
První zmínka o městě pochází z roku 1257, kdy se ve smlouvě o koupi mlýna johanitským klášterem Lossen (Łosiów) zmiňuje jistý Walter von Lewin stojící v čele místní mincovny. Zřejmě již ve 13. století obdržel Lewin městská privilegia magdeburského typu, která mu byla potvrzena v roce 1333 Boleslavem III. Marnotratným. Dějiny města byly úzce spjaty s osudy Břežského knížectví, s nímž se v roce 1329 stalo lénem českých králů a následně součástí zemí Koruny české. Dynastie Piastovců zde vládla nejdéle v celém Slezsku, totiž až do roku 1675. Při rozdělení Slezska v důsledku první slezské války v roce 1742 připadlo celé Břežsko Pruskému království. Vznikl okres Břeh (Landkreis Brieg), který od správní reformy roku 1815 patřil k vládnímu obvodu Vratislav v rámci provincie Slezsko. 
Hlavními milníky v dějinách Lewinu v 19. století byly: velký požár v roce 1829, v jehož důsledku vyhořela celá dřevěná zástavba a historické jádro pak dostalo novou, částečně dodnes zachovanou podobu; a také zprovoznění Hornoslezské dráhy (železniční trati Vratislav–Opolí, která tehdy byla zároveň součástí nejkratšího spojení mezi Vídní a Berlínem) v roce 1846. Roku 1901 byla přičleněna obec Fröbeln (Wróblin), kde již od roku 1882 fungoval cukrovar – do svého uzavření v roce 2008 nejvýznamnější průmyslový podnik ve městě. Oblast Lewinu je známá plantážemi cukrové řepy.
V roce 1910 žilo v Lewinu neboli Löwenu 3 514 obyvatel, převážně evangelíků německé národnosti. Na území Německa se město nacházelo do konce druhé světové války. Rudá armáda jej obsadila 4. února 1945 a posléze vyplenila. Předběžné plány nového uspořádání střední Evropy počítaly s novou polsko-německou hranicí na Kladské Nise, čímž by Lewin až na jižní předměstí zůstal německý, na základě Postupimské dohody byla však stanovena hranice na Lužické Nise a město připadlo socialistickému Polsku. Od roku 1950 patří k Opolskému vojvodství. Odsunuté německé obyvatelstvo nahradili polští přesídlenci z východních území postoupených SSSR a osadníci z centrálního Polska. Přívlastek Brzeski (Břežský) podle okresního města Břeh (polsky Brzeg) byl k názvu města přidán pro odlišení od Lewinu Kladského (Lewin Kłodzki).

## Památky
- Radnice: klasicistní budova uprostřed náměstí z roku 1837;
- Kostel sv. Petra a Pavla: původní farní kostel existující od založení města; od roku 1543 do konce druhé světové války v rukou evangelíků; v současnosti nevyužívaný je od roku 2011 je majetkem obce; architektonicky převládají prvky gotické a renesanční; v interiéru představuje významnou památku dřevěný renesanční hlavní oltář z roku 1613 a také několik epitafů ze 17. a 18. století;
- Kostel Nanebevzetí Panny Marie: katolický kostel postavený v novogotickém slohu podle návrhu Ludwiga Schneidera v letech 1903–1904;
- Zámek postavený pro Ottu Leopolda von Beesse v roce 1722, přestavovaný kolem roku 1860; v 50. letech 20. století vyhořel a následující desetiletí byl provizorně využíván jako sklad; po rozsáhlé rekonstrukci v roce 2002 je sídlem gymnázia;
- Smírčí kříž na břehu Kladské Nisy s nápisem (v překladu): 15. dubna 1617 zde byl bez důvodů pobodán Georg Friedrich Brandtner, mladík let dvacet a půl mající, vrahem Georgem [příjmení bylo neznámo kdy smazáno] původem ze Saska;[6]

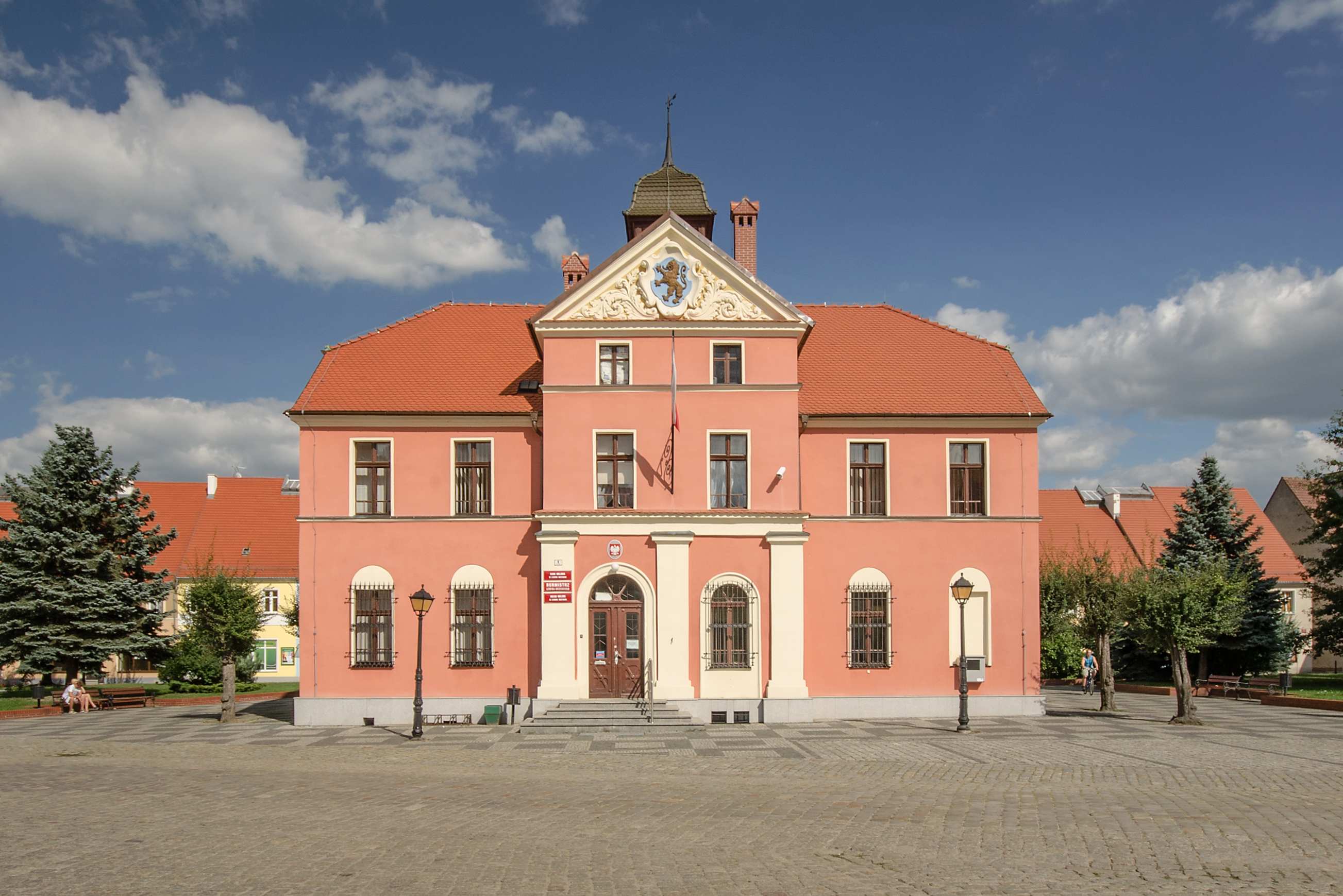
Radnice
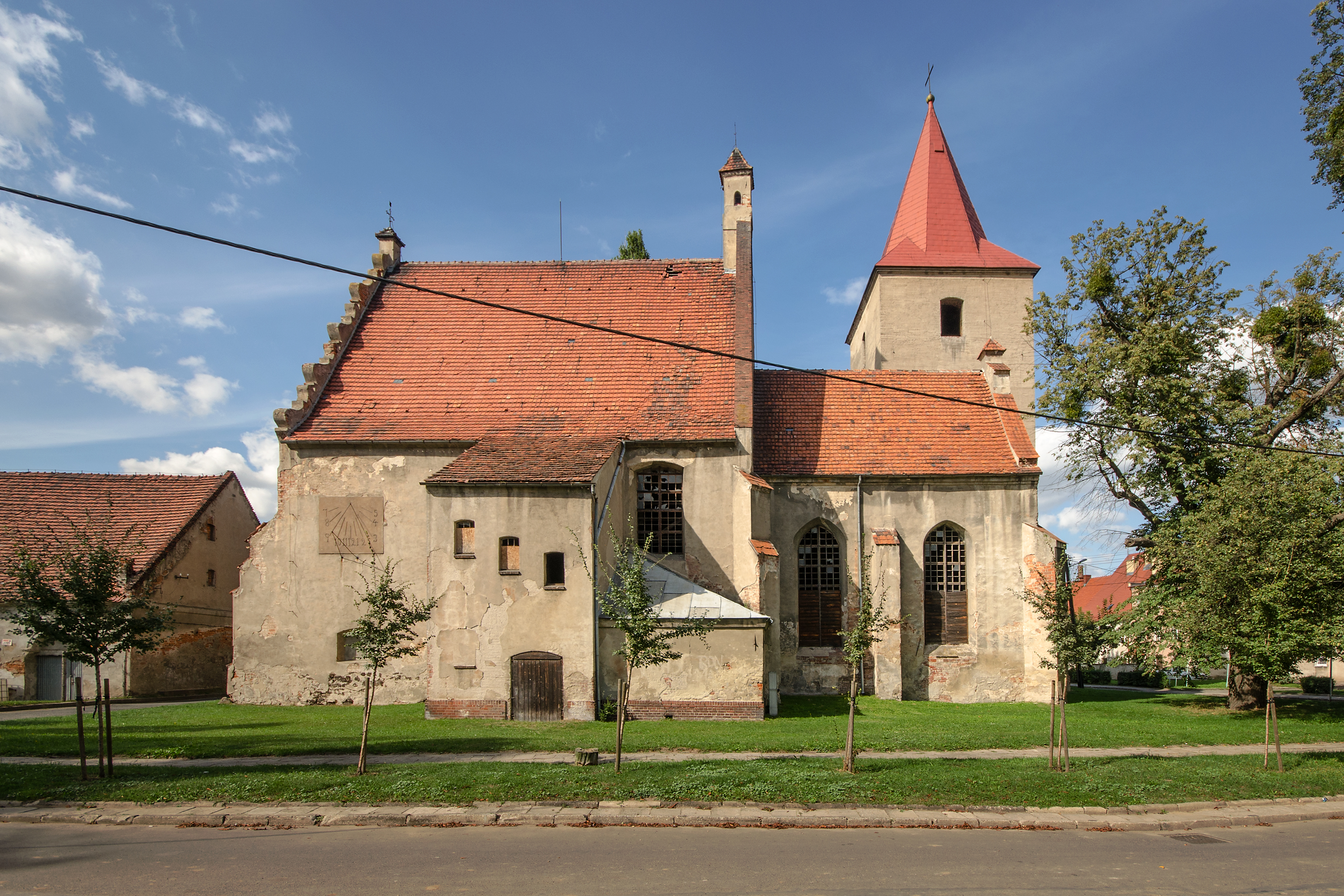
Kostel sv. Petra a Pavla
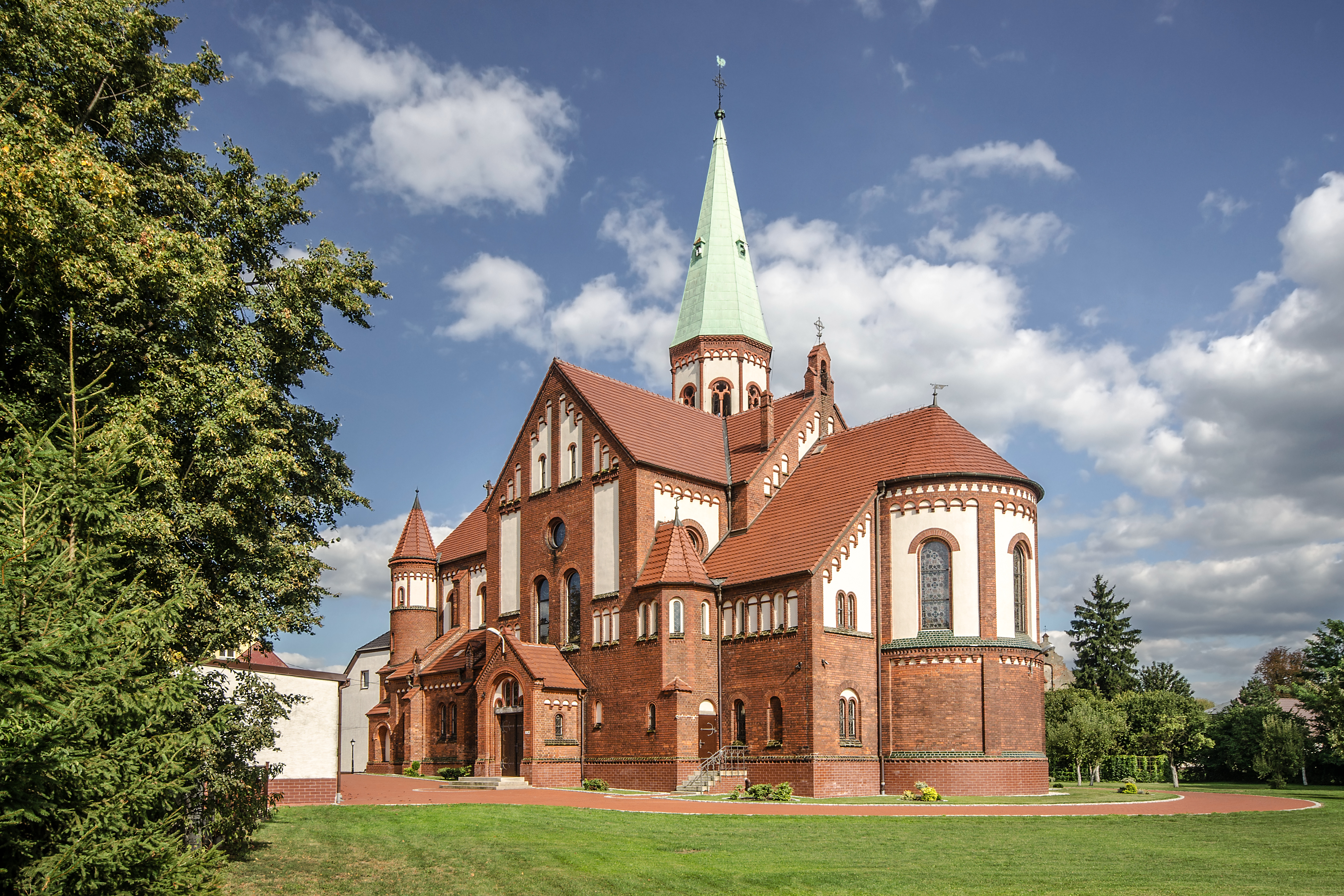
Kostel Nanebevzetí Panny Marie
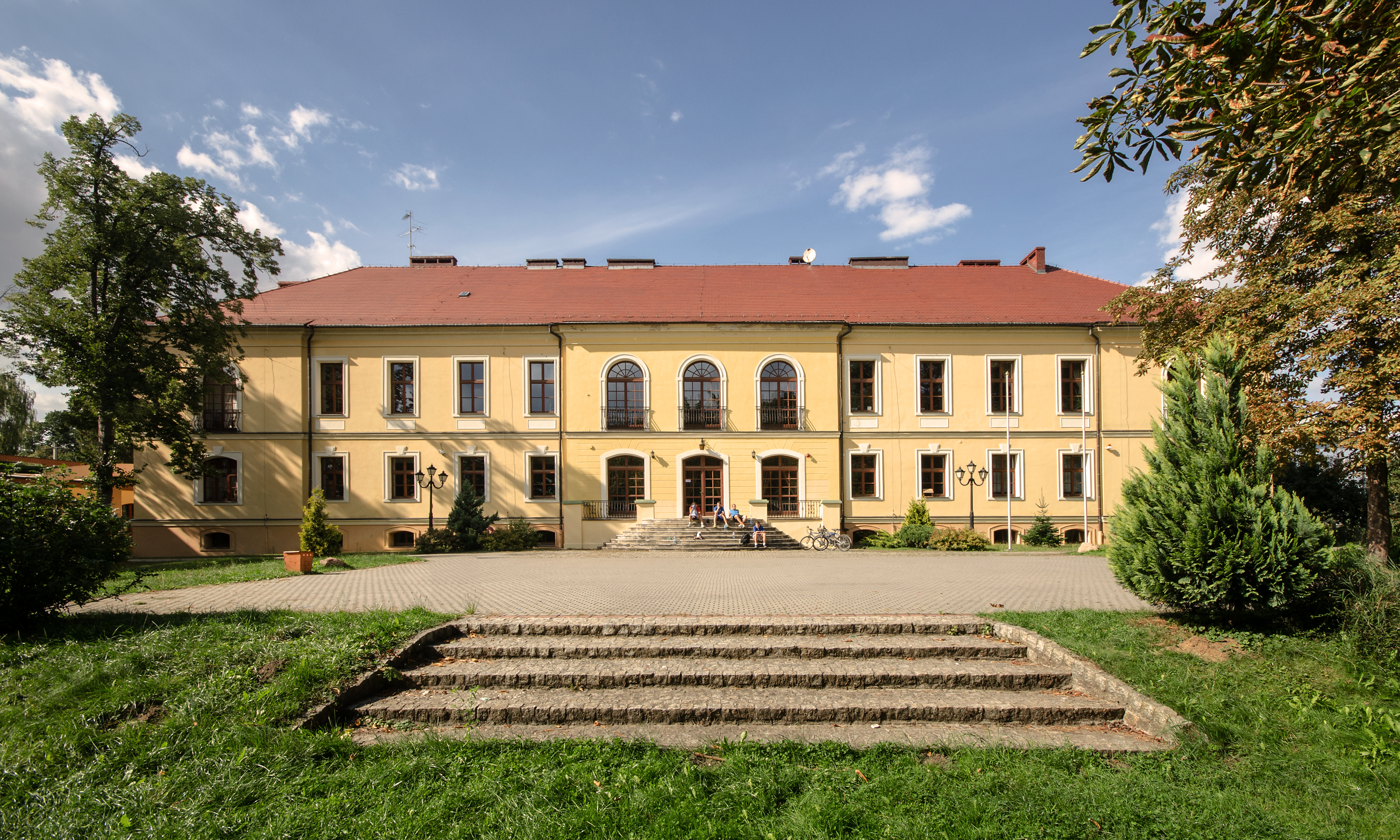
Zámek
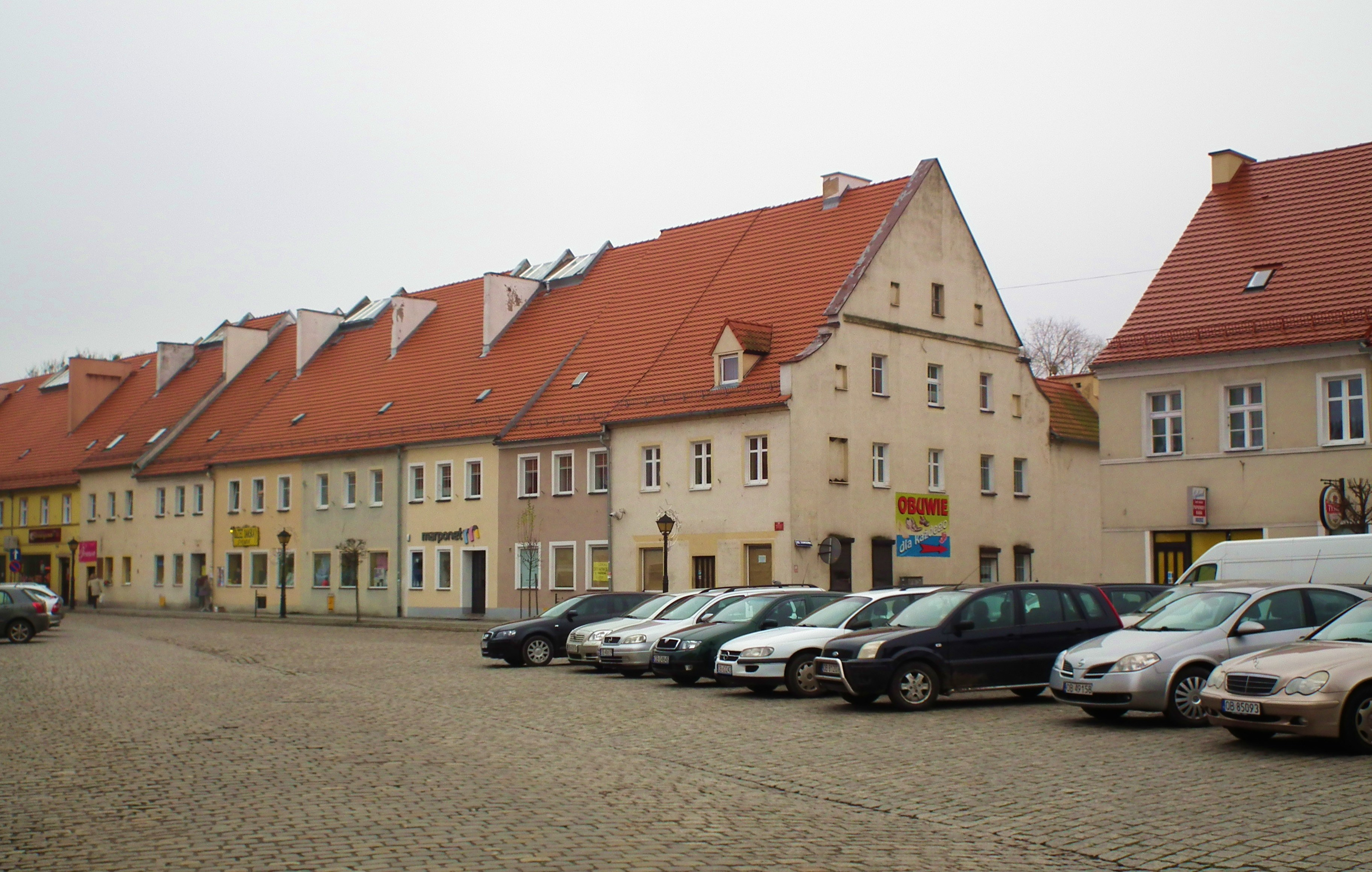
Domy na náměstí